# کالج نیروی هوایی سلطنتی کرانول
کالج نیروی هوایی سلطنتی کرانول (انگلیسی: Royal Air Force College Cranwell) یا (RAFC) یک آکادمی آموزشی نیروی هوایی سلطنتی بریتانیا است که آموزش اولیه را برای تمام پرسنل RAF که در حال آماده شدن برای مأموریت هستند، برگزار می‌کند. این کالج همچنین آموزش اولیه کادر فنی هواپیما را فراهم می‌کند و مسئول استخدام پرسنل نیروی هوایی است. این کالج به عنوان اولین آکادمی نیروی هوایی در جهان در سال ۱۹۱۹ تأسیس شد. در طول جنگ جهانی دوم، کالج بسته شد. در سال ۱۹۶۶ کالج نیروی هوایی سلطنتی مجدداً پس از جنگ بازگشایی شد.

## موقعیت
کالج نیروی هوایی سلطنتی در فرودگاه نیروی هوایی سلطنتی کرانول در نزدیکی اسلیفورد در لینکلن‌شر مستقر است و گاهی اوقات به عنوان دانشکده نیروی هوایی سلطنتی بریتانیا نام برده می‌شود.